# Westerveldite
La westerveldite è un minerale.